# 博尔纳·巴里希奇
博尔纳·巴里希奇（發音：[bôːrna bǎriʃitɕ]；1992年11月10日—），克罗地亚男子足球运动员，场上位置是后卫。現效力於西甲球隊雷加利斯（土超球隊特拉布宗外借），克羅地亞國家足球隊成員。他曾代表克罗地亚参加2020年欧洲足球锦标赛，结果队伍止步十六强赛。